# Paul Ribeyre
Pour les articles homonymes, voir Ribeyre et Paul Ribeyre (homonymie).
Paul Ribeyre est un homme politique français, né le 11 décembre 1906 à Aubagne (Bouches-du-Rhône) et mort le 14 janvier 1988 à Valence (Drôme).

## Biographie

### Origines et débuts professionnels
Né le 11 décembre 1906 à Aubagne, Paul Ribeyre est le fils aîné de Joseph Ribeyre (Directeur général de la Société des eaux minérales) et de Rose Cayol. Le jeune Ribeyre fréquente l'école primaire de Vals-les-Bains avant de partir continuer ses études à Marseille au collège du Sacré-Cœur où il deviendra bachelier. En 1936, il succède à son père à la direction de la Société générale de la source "Vals-Reine" à Vals. Paul Ribeyre se marie le 14 avril 1939 à Bourg-Saint-Andéol avec Andrée Offrant et ils auront cinq enfants. Son fils Jean-Paul lui succédera à la mairie de Vals-les-Bains en 1983.

### Les débuts (1941-1946)
Le 6 avril 1941, Paul Ribeyre est nommé adjoint-maire de Vals en application des arrêtés préfectoraux des 15 janvier, 28 et 29 mars 1941 et c'est tout naturellement que le 2 juillet 1943, il est nommé maire de Vals-les-Bains par le préfet à la suite de la démission du maire vichyste qui avait remplacé le maire socialiste Louis Coudène. Le 16 juin 1944, un affrontement a lieu entre la Milice et des résistants, contraint de donner une liste d'otages pour être exécutés, Ribeyre refuse et il se propose lui et sa famille comme otage. Ce geste de courage lui vaudra quelques années plus tard la Légion d'honneur. À la Libération, il recevra l'hommage de la municipalité et des groupes de la Résistance pour son action à la tête de sa municipalité mais il perd provisoirement sa mairie du fait que l'ancien maire Louis Coudène (devenu président du Comité de libération) prend la direction de la ville le 14 août 1944.
Lors des élections municipales de 1945, Paul Ribeyre se présente comme tête de liste mais le duel s'annonce difficile face au député SFIO Édouard Froment (un des 80 signataires contre les pleins pouvoirs en 1940) et qui soutenu par Coudène. Grâce à son action pour sa ville et le soutien des communistes, la liste Ribeyre s'impose largement contre celle de Froment et le 18 mai 1945, Paul Ribeyre retrouve son poste de maire, un poste qu'il conservera jusqu'au 20 mars 1983. Le mois d'octobre suivant, il est élu député de l'Ardèche sous la bannière des Paysans et il s'impose très rapidement dans la vie politique ardéchoise et il sera de nouveau réélu député en juin 1946.

### Le ministrable de laIVeRépublique(1946-1958)
Très présent à l'Assemblée nationale, Ribeyre dépose un projet de loi visant à modifier la surtaxe visant les eaux minérales puis il s'oppose au projet constitutionnel de la IVe République. De nouveau tête de liste pour l'entente républicaine sociale conduite, il est réélu avec une progression de 5000 voix par rapport à son concurrent à droite la liste MRP conduite par Bertrand Chautard. Son action au sein de l'Assemblée fait vite de Paul Ribeyre un ministrable. Il entre au Conseil général à la suite de son élection dans le canton de Saint-Pierreville le 9 novembre 1947 à la suite du décès de Marcel Astier où il siège dans l'opposition du président radical Franck Chante. Il reçoit le Président de la République Vincent Auriol dans son département en juin 1949 et le 29 octobre, il est nommé par Georges Bidault sous-secrétaire d’État à la Santé et à la Population dans son gouvernement mais il garde cette fonction que seulement 37 jours où il doit démissionner sous la pression de son groupe.
Il intervient dans le débat sur le réarmement allemand en octobre 1950 et, le 11 janvier suivant, Paul Ribeyre est élu vice-président de l'Assemblée nationale, c'est tout naturellement qu'il conduit encore la liste du CNIP patronné par l'URA (sa propre formation) lors des élections législatives du 17 juin 1951 où il réalise le grand chelem en Ardèche en remportant les 4 sièges d'élus et avec 41,2 % des suffrages face aux listes socialiste, communiste, radical et du MRP . Ce succès le permet aussi de devenir président du conseil général de l'Ardèche à la suite de la démission de Joseph Allauzen (la droite était devenue majoritaire). René Pleven lui confie le Ministère de la Santé publique et de la Population le 11 août 1951 et il sera reconduit dans cette fonction dans les gouvernements Edgar Faure et Antoine Pinay. Le 8 janvier 1953, il passe au Ministère du Commerce sous la direction de René Mayer avant de redevenir Ministre de la Santé le 11 février suivant. En avril 1953, il est facilement réélu maire de Vals avec près de 76 % contre la liste du PCF et le 28 juin, Paul Ribeyre devient Ministre de la Justice dans le cabinet Laniel et Ribeyre restera Garde des sceaux jusqu'au 18 juin 1954.
Candidat pour un nouveau mandat de conseiller général sur Saint-Pierreville il doit faire face au maire DVG de Saint-Sauveur-de-Montagut Paul Mazet et au secrétaire fédéral du PCF 07 Marcel Mazel et Paul Ribeyre sera battu au second tour par Mazet le 24 avril 1955 et il perd donc la présidence du conseil général de l'Ardèche. Lors des élections législatives de janvier 1956, dix listes se présentent en Ardèche et la liste Ribeyre perd du terrain en obtenant 31,8 % et seulement 2 députés (lui et Victor Plantevin) et il redevient vice-président de l'Assemblée nationale. De retour au gouvernement comme Ministre de l'Industrie et du Commerce de Félix Gaillard, il tente de s'opposer au retour du général De Gaulle et il reste Ministre de l'Industrie dans le cabinet Pflimlin mais face à la crise institutionnel et le souhait du Président Coty de faire appel à De Gaulle, Paul Ribeyre démissionne du gouvernement avec deux collègues indépendants le 28 mai 1958.
En novembre 1958, il est le candidat du CNIP et du MRP dans la 3e circonscription de l'Ardèche et il doit faire face à une campagne de presse contre lui dirigée par le candidat investi des gaullistes Albert Liogier. Ribeyre est en ballottage défavorable avec 24,25 % contre 24,75 % pour Liogier et au second tour tous les autres candidats de droite appelleront à voter pour le candidat de l'UNR et Paul Ribeyre sera battu au second tour dans une quadrangulaire avec 24,75 % des voix contre 46,64 % pour Albert Liogier.

### L'anti gaulliste (1959-1969)
Ayant réussi à faire invalider puis annuler l'élection de Liogier en décembre 1958 et février 1959, il crée la surprise de ne pas se représenter à l'élection partielle et à la suite de sa réélection à la mairie de Vals, Ribeyre décide de se présenter Sénat où il est élu le 26 avril 1959 avec son collègue le maire d'Aubenas Marcel Molle. Avec Molle, il va s'opposer à la politique gaulliste et il deviendra un ami de Jean Lecanuet et c'est tout naturellement que Paul Ribeyre soutient la candidature de Lecanuet à la présidentielle de 1965. Auparavant, il avait fait son retour au conseil général à la suite de son élection sur le canton d'Annonay en 1961 et il avait soutenu le candidat du MRP Jean Moulin qui avait battu Albert Liogier en 1962.
Redevenu président du conseil général de l'Ardèche en  1967, Ribeyre se prononce pour le « non » lors du référendum d'avril 1969 où le général De Gaulle démissionna à la suite de la victoire du « Non ». Lors de l'élection présidentielle de juin 1969, il apporte son soutien au président du Sénat Alain Poher et avec Marcel Molle, il va faire campagne pour le candidat Poher en Ardèche, mais le 15 juin suivant c'est Georges Pompidou qui sera élu. La même année, il doit faire face à une fronde menée par son premier-adjoint Louis Tourre au sein du conseil municipal et qui entraînera le passage dans l'opposition du premier adjoint.

### Fin de carrière (1970-1983)
Au début des années 1970, Paul Ribeyre doit encore faire face à l'opposition de Louis Tourre à Vals et cette guerre entre les deux hommes sera à son apogée lors des élections municipales de mars 1971 où la liste Ribeyre sort vainqueur avec 55,26 % des voix et 21 sièges contre 44,74 % et 2 sièges pour la liste Tourre. Ce succès lui permet d'aborder facilement les sénatoriales du 26 septembre où il est réélu au premier tour avec 57,96 % mais son ami Marcel Molle est battu par le RI Pierre Jourdan. Réélu président du conseil général en octobre 1973, Paul Ribeyre accède à la présidence du conseil régional de Rhône-Alpes le 14 janvier 1974 et il gardera cette fonction jusqu'au 28 septembre 1980,. Il soutient Valéry Giscard d'Estaing lors de la présidentielle de 1974 mais deux ans plus tard, Ribeyre perd une bonne partie de sa majorité au conseil général lors des cantonales de mars 1976 et le canton de Vals-les-Bains bascule même à gauche avec la défaite de son ancien concurrent Albert Liogier face à Gaston Pontal (PS).
De nouveau candidat lors des municipales de mars 77 à Vals, il doit faire face à une triangulaire contre Louis Tourre et une liste socialiste conduite par Jean Sirvan. Paul Ribeyre arrive en tête avec 42,48 % mais la liste Indépendante de Tourre décide de se maintenir pour le second tour mais cela bloquera pas la réélection de la liste Ribeyre avec 45,20 % des suffrages contre 29,16 % pour Louis Tourre et 25,64 % pour la liste de Sirvan. Réélu à la tête de la région Rhône-Alpes le 6 février 1979, Paul Ribeyre doit faire face quelques semaines plus tard à sa première défaite électorale depuis 1958 en étant battu aux cantonales de mars dans le canton Montpezat (réputé à droite) où il affrontait le conseiller général UDF sortant Paul Ollier et le maire du Béage Marcel Gardès (RPR).
Pour Paul Ribeyre commence alors une rapide mais définitive descente en enfer électif. Arrivé en deuxième position aux cantonales de mars 1979 et malgré le retrait d'Ollier, Ribeyre est logiquement battu par le candidat RPR (qui a aussi eu les voix de gauche) et l'année suivante, il est de nouveau battu sénatoriales du 28 septembre face à Henri Torre et Bernard Hugo. Cette défaite lui fait perdre en outre son poste de Président de région et il sera remplacé par l'ancien ministre Michel Durafour. Paul Ribeyre est alors contraint de se retirer de la vie politique après les municipales de mars 1983 où la liste de son fils Jean-Paul Ribeyre est élue et le 20 mars 1983, le nouveau conseil municipal de Vals-les-Bains par 21 voix contre 6 l'élève au rang de maire honoraire. Mais le 12 janvier 1988, il est victime d'un accident de la route près de Vals, transféré d'urgence à Valence, Paul Ribeyre décède deux jours plus tard à l'âge de 81 ans.

## Distinctions
- Officier de la Légion d'honneur
- Croix de guerre 1939–1945

## Détail des fonctions et des mandats
- 2 juillet 1943 - 14 août 1944 : Maire de Vals-les-Bains
- 18 mai 1945 - 20 mars 1983 : Maire de Vals-les-Bains
- 21 octobre 1945 - 8 décembre 1958 : Député de l'Ardèche
- 9 novembre 1947 - 24 avril 1955 : Conseiller général de Saint-Pierreville
- 17 octobre 1951 - 28 avril 1955 : Président du Conseil général de l'Ardèche
- 26 avril 1959 - 28 septembre 1980 : Sénateur de l'Ardèche
- 11 juin 1961 - 25 mars 1979 : Conseiller général d'Annonay puis d'Annonay-Nord
- 4 octobre 1967 - 28 mars 1979 : Président du Conseil général de l'Ardèche
- 14 janvier 1974 - 28 septembre 1980 : Président du Conseil régional de Rhône-Alpes

## Fonctions gouvernementales
- Sous-secrétaire d’État à la Santé et à la Population du gouvernement Georges Bidault (2) (du 29 octobre au 5 décembre 1949)
- Ministre de la Santé publique et de la Population du gouvernement René Pleven (2) (du 11 août 1951 au 20 janvier 1952)
- Ministre de la Santé publique et de la Population du gouvernement Edgar Faure (1) (du 20 janvier au 8 mars 1952)
- Ministre de la Santé publique et de la Population du gouvernement Antoine Pinay (du 8 mars 1952 au 8 janvier 1953)
- Ministre du Commerce du gouvernement René Mayer (du 8 janvier au 11 février 1953)
- Ministre de la Santé et de la Population du gouvernement René Mayer (du 11 février au 28 juin 1953)
- Ministre de la Justice des gouvernements Joseph Laniel (du 28 juin 1953 au 18 juin 1954)
- Ministre de l’Industrie et du Commerce du gouvernement Félix Gaillard (du 6 novembre 1957 au 14 mai 1958)
- Ministre de l'Industrie et du Commerce du gouvernement Pierre Pflimlin (du 14 mai au 1er juin 1958)